# Coleochaetales
Колеохетальні (Coleochaetales) — порядок паренхімічних[відсутнє в джерелі] харофітів, до якого включають водорості зі своєрідними волосками, що в кілька разів довші клітини. Їх називають хети і від них походить назва таксона. 
Колеохетальні разом із харальними та зигнематофіцієвими є найближчими родичами багатоклітинних наземних рослин. До нього сумнівно включають викопний рід Parka[джерело?].